# Kodagihalli.C, Gubbi
Kodagihalli.C là một làng thuộc tehsil Gubbi, huyện Tumkur, bang Karnataka, Ấn Độ.